# Хлорат натрію
Хлора́т на́трію — NaClO3, сіль, що утворена залишком гідроксиду натрію NaOH і триоксохлоратної кислоти HClO3.

## Фізичні властивості
Безбарвні кристали кубічної сингонії, добре розчинні у воді, гігроскопічні. Хлорат натрію розпливається при контакті з вологим повітрям.
З водою утворює кріогідрат, що містить 39,7 % мас. хлорату натрію і кристалізується при -17,8 °C.

## Одержання
Одержують хлорат натрію електролізом водного розчину натрій хлориду у електролізерах без діафрагми з інтенсивним перемішуванням.
На катоді: 2H2O + 2e- = H2 + 2OH-
На аноді: 2Cl- — 2e- = Cl2
В розчині: 1) Cl2 + 2OH- = ClO- + Cl- + H2O
2) 3ClO- = ClO-
3 + 2Cl-
В сучасних електролізерах для одержання хлорату натрію застосовуються аноди (з TiO2, облицьованого благородними металами) і катоди (з м'якої сталі), що розташовані на відстані 3 мм один від одного і пропускають електричний струм густиною до 2700 А/м². Електроди занурені в розчин хлориду натрію концентрацією 80–100 г/л, нагрітий до 60–80 °C. За описаних вище умов, вихід хлорату натрію становить близько 93 % від теоретично можливого, і на виробництво 1т продукту витрачається 565 кг хлориду натрію і 4535 кВт електроенергії. Попутно у даному процесі одержують також газоподібний водень.
Також NaClO3 одержують при пропусканні газуватого хлору у нагріті до 70–80 °C розчини гідроксиду натрію, карбонату натрію або гідрокарбонату натрію:
6NaOH + 3Cl2 = NaClO3 + 5NaCl + 3H2O
3Na2CO3 + 3Cl2 = 5NaCl + NaClO3 + 3CO2
6NaHCO3 + 3Cl2 = 5NaCl + NaClO3 + 6CO2 + 3H2O
Світове виробництво хлорату натрію становило близько 600 000 т/рік (1975 рік), а у 1989–1991 рр. становило уже понад 2 млн т/рік.

## Хімічні властивості
При нагріванні до 390–520 °C розкладається за приблизним рівнянням:
5NaClO3 = 2NaCl + 3NaClO4 + 1,5O2 + 183 кДж
У присутності каталізаторів (MnO2, Co3O4) температура розкладу знижується до 200–400 °C, а у суміші продуктів зменшується частка перхлорату натрію NaClO4.
В сухому стані, як і усі інші хлорати, хлорат натрію проявляє властивості сильного окисника — вибухає від удару або тертя у присутності відновників (фосфору, сірки, органічних речовин).
10NaClO3 + 12P(червоний) → 10NaCl + 3P4O10
NaClO3 + Fe → NaCl + FeO + O2 (дана реакція лежить в основі застосування «кисневих свічок»)
У розчинах помітно проявляє окисні властивості у кислому середовищі і реагує з багатьма відновниками:
3NO-
2 + ClO-
3 → 3NO-
3 + Cl-
6Fe2+ + ClO-
3 + 6H+ → 6Fe3+ + Cl– + 3H2O
2Cl– + 2ClO-
3 + 4H+ → Cl2 + 2ClO2 + 2H2O

## Застосування
Хлорат натрію застосовується:
1. для виробництва діоксиду хлору(IV), який використовується для відбілювання паперової маси і тканин, знезараження води тощо.
2. для одержання перхлорату натрію електрохімічним шляхом.
3. як один з компонентів піротехнічних сумішей, хоча гігроскопічність хлорату натрію негативно впливає на їх якість.
4. як джерело кисню (наприклад, у так званих «кисневих свічках»).
5. для одержання інших хлоратів, зокрема бертолетової солі.
6. у виробництві гербіцидів, дефоліантів для бавовни і засобів для сушіння соєвих бобів.[4]
7. як засіб знищення бур'янів (наприклад, на залізничному полотні).[6]